# Rocketman (película)
Rocketman es una película británica de cine musical y drama basada en la vida del músico Elton John, dirigida por Dexter Fletcher a partir de un guion de Lee Hall, y estrenada en 2019. La cinta está protagonizada por Taron Egerton en el papel de Elton John, acompañado de un elenco compuesto por Jamie Bell, Richard Madden, Bryce Dallas Howard y Gemma Jones.
La película se estrenó el 22 de mayo de 2019 en el Reino Unido y el 31 de mayo de 2019 en los Estados Unidos, a través de Paramount Pictures.

## Argumento
Vestido con un extravagante traje de demonio, Elton John entra en una sesión de rehabilitación de adicciones, y comienza a hacer un recuento de su vida en modo retrospectivo mientras suena ("The Bitch Is Back").
El pequeño Elton (registrado como Reginald Dwight) crece en la Gran Bretaña de los años '50, criado por su fría y poco afectuosa madre, Sheila, y por su amada abuela Ivy. Su padre, Stanley, sirve en la Real Fuerza Aérea Británica y la mayor parte del tiempo está ausente de casa y de la vida de su hijo. Reginald está interesado en la música y el piano y descubre su habilidad para "tocar de oído" (repetir una pieza perfectamente después de escucharla una sola vez). Reginald espera tocar para su padre cuando él regrese, pero Stanley no muestra ningún interés por su hijo mientras suena ("I Want Love").
Reginald comienza lecciones formales de piano con el apoyo de su abuela Ivy e ingresa a la Real Academia de Música. Stanley abandona a su familia después de que Sheila tiene un romance con otro hombre (de lo cual Reginald es testigo). Reginald desarrolla un interés en la música rock y artistas como Elvis Presley, y empieza a presentarse en clubs locales ("Saturday Night's Alright For Fighting"). Una vez adulto, Reginald se une a la banda Bluesology. Una noche, Bluesology es contratada como banda de apoyo para la gira de un grupo estadounidense de soul. Uno de sus cantantes sugiere que Reginald escriba algunas canciones, cambie su nombre, le dé la espalda a su antigua vida y comience una vida nueva si quiere convertirse en un artista profesional y famoso. Esto inspira a Reginald para cambiar su nombre a Elton John.
Elton empieza a escribir música y trata de encontrar éxito con DJM Records (la casa discográfica de Dick James), bajo la representación de Ray Williams. Ray presenta a Elton con el letrista Bernie Taupin y rápidamente se vuelven amigos ("Border Song"). Los antiguos compañeros de Elton en la banda de soul lo hacen reconocer su homosexualidad, pero Bernie no manifiesta interés en este asunto y ambos se mudan juntos a un apartamento para trabajar en sus canciones. Esta mudanza termina abruptamente cuando Elton rompe su relación romántica con Arabella, la propietaria del apartamento.
Elton y Bernie regresan a la casa familiar de Elton para continuar escribiendo, y crean "Your Song". Dick James está impresionado con la canción y les reserva una presentación en el Troubadour en Los Ángeles, California. Elton se pone nervioso antes de su debut, pero la audiencia disfruta de su presentación (Crocodile Rock). Elton está asombrado por su éxito, pero sus eternos sentimientos de soledad y abandono reaparecen en una posterior fiesta celebrada en la residencia de Mama Cass en las Colinas de Hollywood, después de que Bernie deja de acompañarlo para pasar el tiempo con una mujer ("Tiny Dancer"). En esta situación se le acerca John Reid, un representante musical que se siente atraído por Elton. Ambos pasan la noche juntos y se convierten en pareja ("Take Me to the Pilot").
La influencia de John Reid sobre Elton lanza su vida a una espiral descendente de libertinaje, así como también su carrera alcanza nuevos éxitos ("Hercules"/"Don't Go Breaking My Heart"). Elton desarrolla un personaje triunfador y extravagante, que lo convierte en uno de los artistas más exitosos de los '70 ("Honky Cat"). La manipulación y control de John 
Reid desemboca en un total abuso después de que Elton lo nombra como su nuevo representante. John le insiste a Elton que revele su homosexualidad a sus padres, para que así ellos puedan ayudarle a esconder su relación ante la prensa. Elton visita a su padre Stanley, quien se ha vuelto a casar y tiene otros dos hijos. Stanley aún no muestra interés en Elton pero sí expresa su afecto con su nueva familia. Sintiéndose infeliz y herido, Elton se aleja de John, llama a su madre desde un teléfono público y le revela que es homosexual. Sheila le informa con franqueza que ya lo sabía, sin importarle, y cuelga la llamada diciéndole a Elton que estará solo para siempre. Todavía más molesto por la respuesta de su madre, Elton busca a John para desquitarse. John lo golpea y le ordena concentrarse en su agotada gira de conciertos. Luchando con problemas familiares y con el creciente abuso físico y emocional de John, Elton se vuelve adicto al alcohol, cocaína, cannabis, a las compras compulsivas y al sexo.
Elton consume grandes dosis de drogas y alcohol para escapar de su dolor y soledad, pero sus cambios de humor y su mal genio alejan a los amigos que cuidan de él ("Pinball Wizard"). Descubre a John engañándolo con otro hombre y terminan su relación. John se burla y le dice que sólo desea que Elton siga haciendo dinero para él. Al terminar el día, durante una fiesta, Elton se emborracha con drogas y alcohol e intenta suicidarse arrojándose a su piscina. Es trasladado a un hospital, y luego al escenario del Dodger Stadium para presentarse en un concierto ("Rocket Man").
Elton desciende rápidamente en una vida de drogas, alcohol y soledad ("Bennie and the Jets"). Contrae un vínculo matrimonial de corta duración con una amiga cercana, Renata, pero su homosexualidad desvanece esta relación ("Don't Let the Sun Go Down on Me"). Se pelea con su madre (quien de forma hipócrita y arrogante lo culpa por el abandono marital de su padre, y reclama que ella "sacrificó demasiado" por él) ("Sorry Seems to Be the Hardest Word") y con Bernie. Furioso, agitado y deprimido, la dependencia de Elton hacia las píldoras y el alcohol termina en un ataque al corazón. Nuevamente es trasladado al hospital, pero John argumenta que es solo una infección del pecho y obliga a Elton a realizar su próxima presentación. Comprendiendo que su vida está saliéndose de control, Elton abandona el Madison Square Garden antes del concierto y busca ayuda ("Goodbye Yellow Brick Road"). Ingresa a rehabilitación y entiende que ya no necesita el apoyo y aprobación de sus padres ni de John. Elton reanuda su amistad con Bernie, quien le trae las letras de una nueva canción para ayudarlo a retomar su carrera. Al principio, Elton siente temor de no poder actuar o componer sin ayuda del alcohol o las drogas, pero Bernie le manifiesta su confianza hacia él. Elton escribe "I'm Still Standing" y regresa a una exitosa carrera.
La película termina con subtítulos informando al espectador de que Elton ha estado sobrio por más de 28 años, pero que "todavía es comprador compulsivo", que continúa siendo buen amigo de Bernie, y que actualmente está casado con David Furnish, con quien tiene dos hijos.

## Reparto
- Taron Egerton como Elton John.
  - Matthew Illesley como Elton niño.
  - Kit Connor como Elton adolescente.
- Jamie Bell como Bernie Taupin.
- Richard Madden como John Reid.
- Bryce Dallas Howard como Sheila Dwight.
- Gemma Jones como Ivy, abuela de Elton.
- Steven Mackintosh como Stanley Dwight.
- Tom Bennett como Fred.
- Charlie Rowe como Ray Williams.
- Tate Donovan como Doug Weston.
- Ophelia Lovibond como Arabella.
- Celinde Schoenmaker como Renate Blauel.
- Stephen Graham como Dick James.
- Sharon D. Clarke como Consejera (de Alcohólicos Anónimos).
- Rachel Muldoon como Kiki Dee.

## Producción
En enero de 2012 se anunció que Elton John estaba desarrollando una película biográfica sobre su vida, y que había nombrado a Justin Timberlake como su opción favorita para interpretarlo. Lee Hall fue seleccionado para escribir el guion.
En marzo de 2013, Michael Gracey fue contratado como director, con Tom Hardy contratado en octubre para interpretar a John y Focus Features adquiriendo los derechos de distribución en Estados Unidos. Originalmente se planeó el otoño de 2014 como fecha para iniciar el rodaje.
No se dieron más anuncios sobre el desarrollo de la película hasta julio de 2017, cuando se anunció que Hardy ya no estaba ligado con el proyecto, y que Taron Egerton había entrado en negociaciones para reemplazarlo. En abril de 2018, Egerton fue oficialmente seleccionado para interpretar al músico, con Dexter Fletcher reemplazando a Gracey como director y Paramount Pictures poseyendo ahora los derechos de distribución. Se anunció que el rodaje comenzaría en el verano de 2018 y se aseguró que Egerton cantaría las canciones de la película él mismo. En una entrevista con CinemaCon, Egerton afirmó que la película sería más como una fantasía-musical en vez de un biopic tradicional. La película recibió como fecha de estreno el 17 de mayo de 2019, y la filmación comenzó en agosto de 2018. En junio del mismo año, el papel de Bernie Taupin fue dado a Jamie Bell. En julio, Richard Madden entró en negociaciones para interpretar a John Reid, y Bryce Dallas Howard fue elegida para interpretar a la madre de John.
La producción comenzó el 2 de agosto de 2018. En octubre, se anunció que Gemma Jones se había unido al elenco para interpretar a la abuela de Jones.

## Estreno
Rocketman tuvo su estreno mundial en el Festival de Cine de Cannes el 16 de mayo de 2019 y fue estrenada en el Reino Unido el 22 de mayo de 2019. La película sería estrenada en Estados Unidos originalmente el 17 de mayo de 2019, pero fue atrasada hasta el 31 de mayo de 2019.
La película obtuvo críticas altamente positivas, contando con un 89% de aprobación en el sitio web especializado Rotten Tomatoes y un 7.5/10 en Internet Movie Database .

## Premios y nominaciones
La película fue nominada a tres Globo de Oro, de los cuales ganó el de mejor actor de comedia o musical para Taron Egerton, y el de mejor canción original para Elton John y Bernie Taupin por (I'm Gonna) Love Me Again, y una nominación a la mejor película de comedia o musical.
En los premios BAFTA, consiguió cuatro nominaciones: mejor película británica, Mejor actor para Taron Egerton, mejor sonido y mejor maquillaje y peluquería; de las cuales no ganó ningún premio.
En los premios Oscar, tuvo una nominación a la mejor canción original, la cual ganó Elton John y Bernie Taupin por (I'm Gonna) Love Me Again.

## Detalles históricos
Algunos eventos históricos presentados en la película son incorrectos o mostrados fuera de orden, mientras que algunos perfiles de personas reales son discutibles.

### Eventos
- «Border Song» no fue la primera canción que Elton John y Bernie Taupin escribieron juntos, ya que ambos se conocieron en 1967 y la canción no fue escrita hasta 1969.[19][20] Su primera canción fue «Scarecrow».[21]
- Elton John no audicionó para Dick James tocando «Daniel» y «I Guess That's Why They Call It the Blues», dado que estas canciones no fueron escritas hasta 1972 y 1983, respectivamente.[19]
- Dick James fue el único que instó al entonces Reginald Dwight a elegir un nombre artístico.[22] El 7 de mayo de 1972, Reginald cambió legalmente su nombre a Elton Hercules John.[23]
- Es cierto que Elton John adoptó su primer nombre por un compañero suyo en Bluesology, el saxofonista Elton Dean, pero su segundo nombre no lo adoptó tras mirar una fotografía de John Lennon. Elton se inspiró en su principal mentor, Long John Baldry, quien contrató a Bluesology como su banda de apoyo en 1966. Elton John admiraba a Baldry como una de las primeras figuras de la escena musical que era abiertamente homosexual y de alta estima.[24][25]
- Elton John y Bernie Taupin no empezaron a escribir canciones para ser grabadas inmediatamente por Elton. Ambos pasaron dos años trabajando como equipo de compositores para Dick James, comenzando en 1968, creando para artistas como Roger Cook y Lulu, hasta el primer álbum de canciones del dúo, Empty Sky, publicado en 1969.[26]
- Con respecto a la afirmación de que Elton y Bernie nunca tuvieron una pelea, notas internas del álbum Captain Fantastic and the Brown Dirt Cowboy (publicado en 1975) revelan un comentario escrito por Elton en su diario —con fecha del 12 de enero de 1969— que dice: «Discutí con Bernie».[24] En una entrevista de 2011, Elton no recordaba haber tenido dicha discusión.[20]
- Elton John nunca salió con una mujer llamada Arabella, sino con una secretaria llamada Linda Hannon (entonces Woodrow, su apellido de soltera) por dos años, y le propuso matrimonio en 1969. Elton terminó cayendo en una depresión debido al estrés generado por el concepto de vivir una vida doméstica en los suburbios, e intentó suicidarse en su cocina mediante asfixia por gas (lo cual no resultó porque se le quedó abierta la ventana y fue encontrado por Bernie). Menos de un mes antes de la boda, Elton rompió abruptamente su compromiso, aconsejado por Long John Baldry. Bernie y Elton escribieron la canción «Someone Saved My Life Tonight» inspirados en la ruptura del compromiso y el consejo de Baldry.[27][24] Linda manifestó su decepción tras no haber sido mencionada en la película.[28]
- Neil Young no se presentó en el Troubadour dos semanas antes de Elton; su último concierto en el lugar fue un año antes que Elton. Desde entonces no ha vuelto a tocar ahí.[19]
- El concierto en el Troubadour no ocurrió un día lunes, sino que fue el martes 25 de agosto de 1970.[19]
- Elton John no tocó «Crocodile Rock» en el Troubadour en 1970, ya que la canción recién fue escrita en 1972.[19]
- No hay registros de que la banda estadounidense The Beach Boys estuviese presente en el primer concierto de Elton John en el Troubadour.[25]
- Elton John no conoció a su banda de apoyo la misma noche del concierto. Ya había estado saliendo de gira con el bajista Dee Murray y el baterista Nigel Olsson por toda Inglaterra desde abril de 1970, cuatro meses antes de viajar a Los Ángeles.[19]
- En el concierto del Troubadour no había guitarrista; sólo estaban Murray y Olsson. Elton John no incluiría un guitarrista hasta 1972, con la llegada de Davey Johnstone.[19]
- Elton John conoció a John Reid en una fiesta navideña de Motown Records en Londres, en diciembre de 1970; no sucedió en la casa de Mama Cass en Los Ángeles, ciudad donde estuvo meses antes.[29][30]
- El concierto de Elton John en el Dodger Stadium ocurrió en 1975, un año antes de la grabación de «Don't Go Breaking My Heart».[19]
- Elton John conoció a Renate Blauel mientras ella trabajaba como ingeniera de sonido en uno de sus álbumes, pero esto no ocurrió durante la grabación de Victim of Love, de 1979. Se conocieron durante las grabaciones de Too Low for Zero, de 1983. Elton le propuso matrimonio el 10 de febrero de 1984 en Australia, y se casaron en Sídney cuatro días después, el Día de San Valentín.[31] El 18 de noviembre de 1988 anunciaron oficialmente su divorcio.[32]
- Elton John sí canceló un concierto en el Madison Square Garden de Nueva York en 1984, pero fue a causa de un resfriado y no por ingresar a un centro de rehabilitación.[33] Esto último sucedió en 1990, en el Advocate Lutheran General Hospital de Chicago, después de que un joven amigo suyo, Ryan White, falleciera de SIDA pocos meses antes y tras haber visitado a su novio de entonces, Hugh Williams, en una clínica de rehabilitación en Prescott, Arizona.[34][35]
- «I'm Still Standing» no fue escrita mientras Elton John estaba en rehabilitación, y el vídeo musical no fue filmado después de su salida. La canción fue grabada en 1982, y la canción y el vídeo fueron publicados el año siguiente.[36][37][25]

### Personas
- Geoff Dwight, medio hermano de Elton John, se mostró en desacuerdo con la caracterización del padre de Elton, Stanley Dwight, comentando: "Mi padre era amable y gentil. Él decía lo que pensaba pero nos motivaba a todos, incluyendo a Elton, a hacer lo que nos gustaba. Cuando era niño y empezó a simpatizar por Watford, era mi padre quien lo llevaba a ver los partidos".[38] En una entrevista de 2010, Geoff recordaba: "Cuando fui creciendo, Elton siempre estuvo ahí y nos divertíamos mucho en vacaciones familiares y cosas así".[24] La madrastra de Elton, Edna, comentó al biógrafo Philip Norman en su libro Sir Elton: The Definitive Biography de 2001, que "Stanley siempre fue descrito como un monstruo déspota. Pero eso no es verdad. Era un hombre amable, un buen padre y un excelente esposo". Añadió que, lejos de desincentivar el talento musical de su hijo, Stanley le compró un piano en 1963, mostrando a Norman el recibo de la compra.[24] Su padre también escribió una carta para felicitar a Elton por haber obtenido la beca en la Real Academia de Música.[39]
- De acuerdo a Elton John, su madre, Sheila Eileen Dwight, nunca le reprochó o insinuó algún sentimiento de decepción. Siempre lo apoyó en su vida personal y profesional.[39]
- La caracterización de Dick James fue discutida por el músico Caleb Quaye, quien fue miembro de la banda Bluesology. Quaye describió a James como "un caballero", y criticó su personificación en la película como un hombre grosero y mal educado. Dijo: "Él no era mal educado. Era un hombre de la vieja escuela que se vestía de forma sencilla. Nunca le oí alguna palabrota. Era como un padre, nos dio una oportunidad para desarrollar nuestro arte. No entiendo la fantasía de mostrarlo de esa forma porque él no era así".[40] El hijo de Dick, Stephen James (quien ayudó a descubrir a Elton John y motivó a Dick para contratarlo en su casa discográfica DJM Records), también criticó la imagen de su padre en la película, llamando a Elton "básicamente un cobarde" y señalando que buscaba destruir "a todos quienes fueron útiles o buenos" durante los primeros días de su carrera, añadiendo: "No comprendo por qué [Elton] parece sentir la necesidad de intentar destruir a todos quienes lo ayudaron. Sólo tratamos de hacer lo mejor para él y para promocionar su carrera. Realmente me molesta que le responda a la gente de esta manera. En la película mostraron a mi padre con una imagen completamente opuesta a cómo era en la vida real".[41]

## Banda sonora
Todas las canciones escritas y compuestas por Elton John y Bernie Taupin, excepto donde se indica. 
| N.º | Título                                               | Intérpretes   | Duración |  |
| 1.  | «The Bitch Is Back» (introducción)                   | Taron Egerton | 1:53     |  |
| 2.  | «I Want Love»                                        | Kit Connor    | 2:13     |  |
| 3.  | «Saturday Night's Alright (For Fighting)»            | Egerton       | 3:10     |  |
| 4.  | «Thank You for All Your Loving» (John y Caleb Quaye) | Egerton       | 3:24     |  |
| 5.  | «Border Song»                                        | Egerton       | 3:25     |  |
| 6.  | «Rock and Roll Madonna» (interludio)                 | Egerton       | 2:42     |  |
| 7.  | «Your Song»                                          | Egerton       | 4:01     |  |
| 8.  | «Amoreena»                                           | Egerton       | 4:20     |  |
| 9.  | «Crocodile Rock»                                     | Egerton       | 2:53     |  |
| 10. | «Tiny Dancer»                                        | Egerton       | 5:25     |  |
| 11. | «Take Me to the Pilot»                               | Egerton       | 3:43     |  |
| 12. | «Hercules»                                           | Egerton       | 5:26     |  |
| 13. | «Don't Go Breaking My Heart» (interludio)            | Egerton       | 1:34     |  |
| 14. | «Honky Cat»                                          | Egerton       | 2:34     |  |
| 15. | «Pinball Wizard» (interludio) (Pete Townshend)       | Egerton       | 2:02     |  |
| 16. | «Rocket Man»                                         | Egerton       | 4:31     |  |
| 17. | «Bennie and the Jets (interludio)»                   | Egerton       | 2:28     |  |
| 18. | «Don't Let the Sun Go Down on Me»                    | Egerton       | 2:40     |  |
| 19. | «Sorry Seems to Be the Hardest Word»                 | Egerton       | 2:15     |  |
| 20. | «Goodbye Yellow Brick Road»                          | Egerton       | 4:05     |  |
| 21. | «I'm Still Standing»                                 | Egerton       | 3:58     |  |
| 22. | «(I'm Gonna) Love Me Again»                          | Egerton       | 4:11     |  |

| Edición Japonesa (bonus tracks) |                                                         |                  |          |  |
| N.º                             | Título                                                  | Intérpretes      | Duración |  |
| 23.                             | «Don't Let the Sun Go Down on Me*» (Versión Taron solo) | Egerton          | 5:25     |  |
| 24.                             | «Breakin' Down the Walls of Heartache*»                 | Jason Pennycooke | 2:49     |  |

- Las canciones n.º 23 y 24 son extras de la edición japonesa.